# روزنامه صبح امروز خراسان رضوی
صبح امروز، روزنامه‌ای خبری، تحلیلی و سیاسی فارسی زبان است این روزنامه در تاریخ ۲۵ مرداد ۱۳۹۶ اولین شماره خود را به مدیر مسئولی حسین رفیعی و سردبیری قاسم شمسایی منتشر کرد.

صبح امروز به عنوان تنها روزنامه بخش خصوصی در استان خراسان رضوی از تاریخ اولین شماره منتشر شده تا کنون بدون وقفه به چاپ رسیده‌است و از هیچ حمایت دولتی برخوردار نیست.
استاندار خراسان رضوی در تاریخ ۱۲ اسفند ماه ۱۳۹۹  با حضور در روزنامه صبح امروز از بخش‌های مختلف این روزنامه بازدید کرد.